# Nogent-sur-Marne
Nogent-sur-Marne é uma comuna francesa situada no departamento de Val-de-Marne, na região da Ilha de França. 
Esta é uma das 47 comunas deste departamento e uma das três subprefeituras. Em 10 de junho de 2010, Nogent-sur-Marne é a primeiro comuna no Val-de-Marne a obter o rótulo de "Comuna turística".

## Transportes
Nogent-sur-Marne é muito bem servido pela infraestrutura de comunicações :
- Pelo trem, a linha RER A na estação de Nogent-sur-Marne (ramal de Boissy-Saint-Léger), ou a linha RER E na estação de Nogent - Le Perreux (ramo de Villiers-sur-Marne - Tournan-en-Brie)

## Toponímia

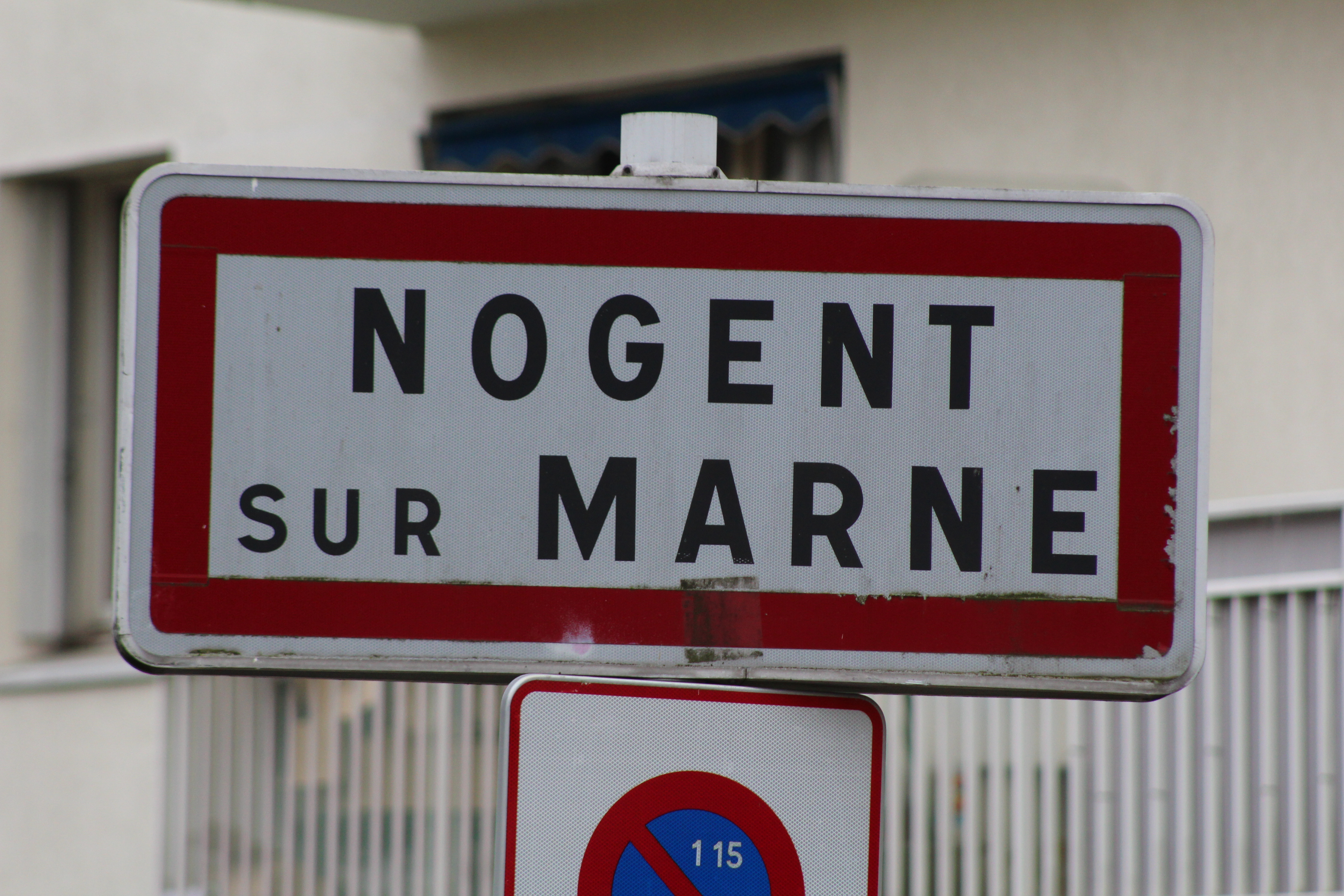
O painel de entrada de Fontenay

O nome de Nogent é um nome de origem gaulesa. Como todas as Nogent identificadas por Albert Dauzat e Charles Rostaing, atestadas na forma de vico novigento no século VI e Novientus em 848, é composta pelo :
- elemento céltico "novio", que significa novo, que também se encontra em todas as Noyon, Nouvion, etc., seguido pelo

- sufixo gaulês "ent" que se refere a um local e que pode ser encontrado em Douvrend (Dovrent, século XII), ao que parece,[4] e em Drevant (Derventum, sobre dervo, carvalho).

## História

### Desenvolvimento medieval da cidade
Por sua posição na borda de um rio, o Marne, e da floresta, Nogent-sur-Marne é um local propício para a criação de uma aglomeração, assim um assentamento da época galo-romana é referenciado neste local.
Um palácio merovíngio de Quilperico I teria sido localizado em Nogent-sur-Marne. Em 581, Gregório de Tours citou Novigentum como residência favorita do rei.
Clóvis I habitou Nogent em 692, e Quildeberto III, em 695.
Domínios são formados na Idade Média : 
- O castelo de Plaisance, construído no século XIII, que se recebe Carlos V e Joana de Bourbon em 1375. O único vestígio que resta é um pavilhão do atual posto de Saúde, 30 rue de Plaisance, bem como a parte inferior do muro de recinto dos jardins.
- O castelo de Beauté-sur-Marne, do século XIV, é uma lugar de estadia real. No século XV, Carlos VII o ofereceu à sua favorita Agnès Sorel, que se tornou Senhora de Beauté. Foi o cardeal de Richelieu que o arrasou em 1626.

O senhorio de Nogent pertencia aos religiosos de Saint-Maur-des-Fossés e depois aos reis da França, mas os religiosos e Carlos VI liberaram os habitantes do direito de tomada. 
Uma ordem de 14 de fevereiro, 1404 decidiu que os Nogentais colheram três arpentes de uma pradaria real e levaram o feno para o castelo de Vincennes.
Em março de 1475, pelas suas letras patentes, Luís XI confirmou os direitos dos habitantes concedidos pelos seus antecessores.
Desde o século XVII, enquanto que a população rural era composta de uma maioria de viticultores e agricultores, a burguesia descobre os encantos do país e se instala em Nogent, entre outros :
- Jean-Antoine Watteau, o pintor que vem para passar pelo M. Lefevre em seus últimos momentos e lá morreu em 1721. (Sua residência no final de sua vida em Nogent deu origem a um debate entre Pierre Champion e Émile Brisson no final do século XIX).
- Os Coignard, impressoras do rei, com Jean Baptiste II, que imprime a primeira edição do dicionário da Academia francesa, e seu filho Jean Baptiste III, que levou seu cargo e se tornou o secretário do Rei e do conservador das hipotecas.
- O abade de Pomponne, abade de Saint-Médard de Soissons, embaixador de Veneza, capelão do rei, conselheiro de Estado e criador da primeira companhia do arco em Nogent[7] , em 1733.
- Os Vandenywer, banqueiros da condessa Dubarry, que serão guilhotinados com ela.
- A condessa de l'Arboust, neta da enfermeira de Luís XV, que salvou este último da intoxicação alimentar exclusivamente ao seio, deixando apenas um herdeiro para o trono, enquanto se testemunhou aos mortos frequentes de Luís, Grande Delfim, filho de Luís XIV, de Luís, duque da Borgonha, neto de Luís XIV, de sua esposa Marie Adelaide de Saboia e Luís, duque da Bretanha, irmão mais velho de Luís XV[8].

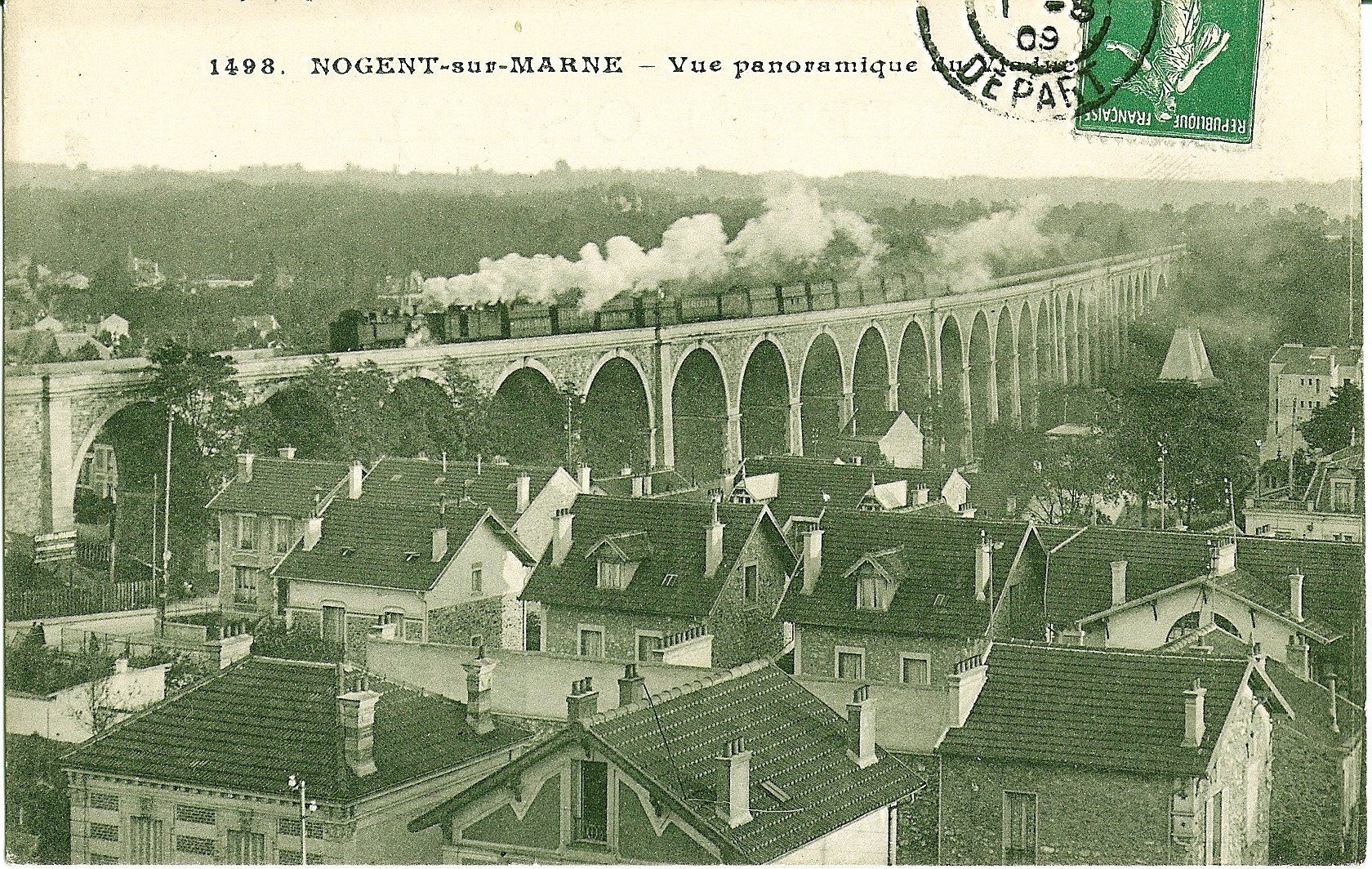
O viaduto de Nogent, fotografado por volta de 1900, que marca a paisagem da cidade, data de 1854. Ele permite às linhas Paris - Mulhouse e da Grande Ceinture de atravessar o vale do Marne

### Ocupação, prefeitura e arquivos
Em 1789, durante a revolução administrativa do país iniciada pela lei da Assembleia constituinte, os arquivos municipais aparecem, com a criação da comuna de Nogent-sur-Marne na qual eles rastreia a atividade. Em 1814, na véspera da ocupação de Nogent pelos Cossacos durante a Campanha da França, as autoridades locais os encontram em segurança em uma cave, depois durante a Guerra franco-alemã de 1870, na véspera da chegada das tropas confederadas alemãs, as transferem para o tribunal de comércio de Paris.
Pouco depois de 1870, a atual prefeitura é construída na square d’Estienne-d’Orves, onde os arquivos são armazenados, depois classificados metodicamente após os combates de 1940 concluídos, e depois relativamente negligenciados de 1950 a 1983, e reorganizados desde essa data.

### Chemin de fer nogentais, viaduto e tramways
A construção das duas linhas da estrada de ferro Paris-Mulhouse e de la Bastille à La Varenne na Década de 1850 acelera então o processo. 
O viaduto de Nogent-sur-Marne serve a linha Paris-Mulhouse, e em particular o trem urbano Paris Gare de l'Est a Tournan-en-Brie (tornada a linha E do RER em 1999), construído pelos Auvérnios e pelos Belgas foi destruída pela primeira vez em 15 de setembro de 1870. Foram os Italianos que o reconstruíram. Será redinamitado pelos Alemães em 1944, e os arcos destruídos substituídos por arcos de concreto armado, em 1945.

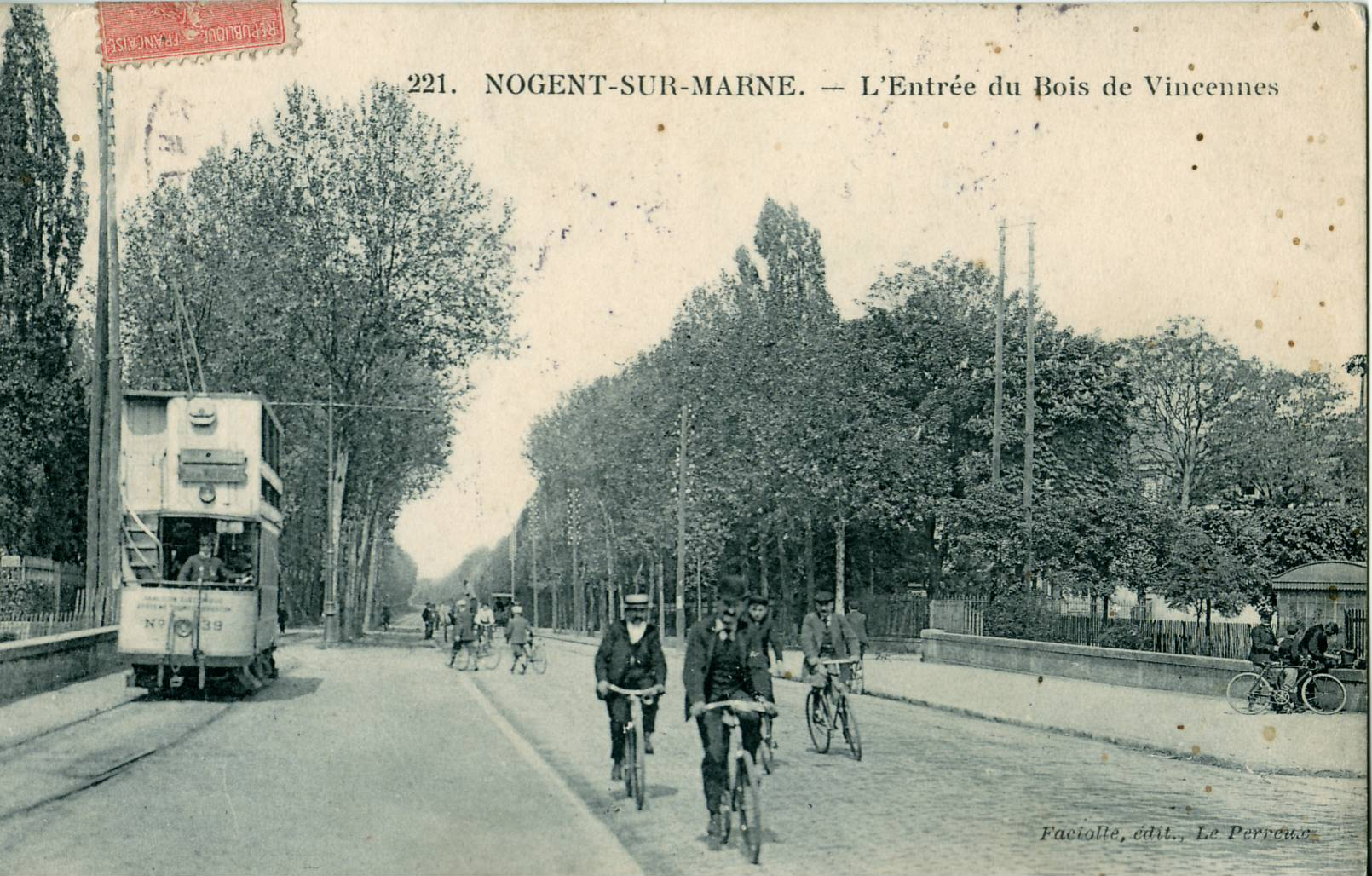
Tramway nogentais de dois andares, de tração elétrica, por volta de 1900, na entrada do Bois de Vincennes

Em 1887 viu a abertura de uma linha de tramways "linha de Vincennes - Ville-Evrard", dos Chemins de fer nogentais com tração com ar comprimido, depois elétrica a partir de 1900. 

### Comunidade italiana transalpina
Sem dúvida atraída pela obra de reconstrução, é a comunidade italiana que se implantou. Vindos pela maioria da província de Placência, eles são originários do Val de Nure, não menos do que 40% de Ferriere, e mais especificamente da frazione de Rocca, de Bettola, ou do Val Ceno (Bardi), mas também da província de Novara, ou do Tirol do Sul, da Toscana ou do Friul. A história desta imigração está imortalizada por François Cavanna no seu romance Les Ritals. 
A imigração italiana começou por volta de 1870 e atingiu o seu auge por volta de 1926, permanecendo importante até a década de 1960.
Isolada desde 1854 com a construção do viaduto da linha Paris-Mulhouse, a comuna de Le Perreux nasce depois de uma luta de mais de 10 anos em 1887.
A urbanização e o desenvolvimento da rede rodoviária continuou com a construção de escolas, edifícios e da ponte de Nogent. Após a Segunda Guerra Mundial, uma política de renovação é realizada, e as ilhas são construídas ao longo das principais rodovias. As margens do Marne são reorganizadas com o preenchimento de seu braço morto, a construção do centro náutico e da marina.

### O RER A
Em 1969, as encruzilhadas da place du General Leclerc foram refeitas, após a chegada do novo RER A ligando de Boissy Saint-Léger a Nation em um primeiro tempo, vindo para substituir o antigo trem com locomotiva a vapor que serviu até a Bastilha. Muitos edifícios de 10 andares foram construídos. Um novo mercado coberto ali se estabeleceu, bem como uma pista de patinação no gelo que funcionavam na década de 1990 neste local.

### O pavilhão Baltard

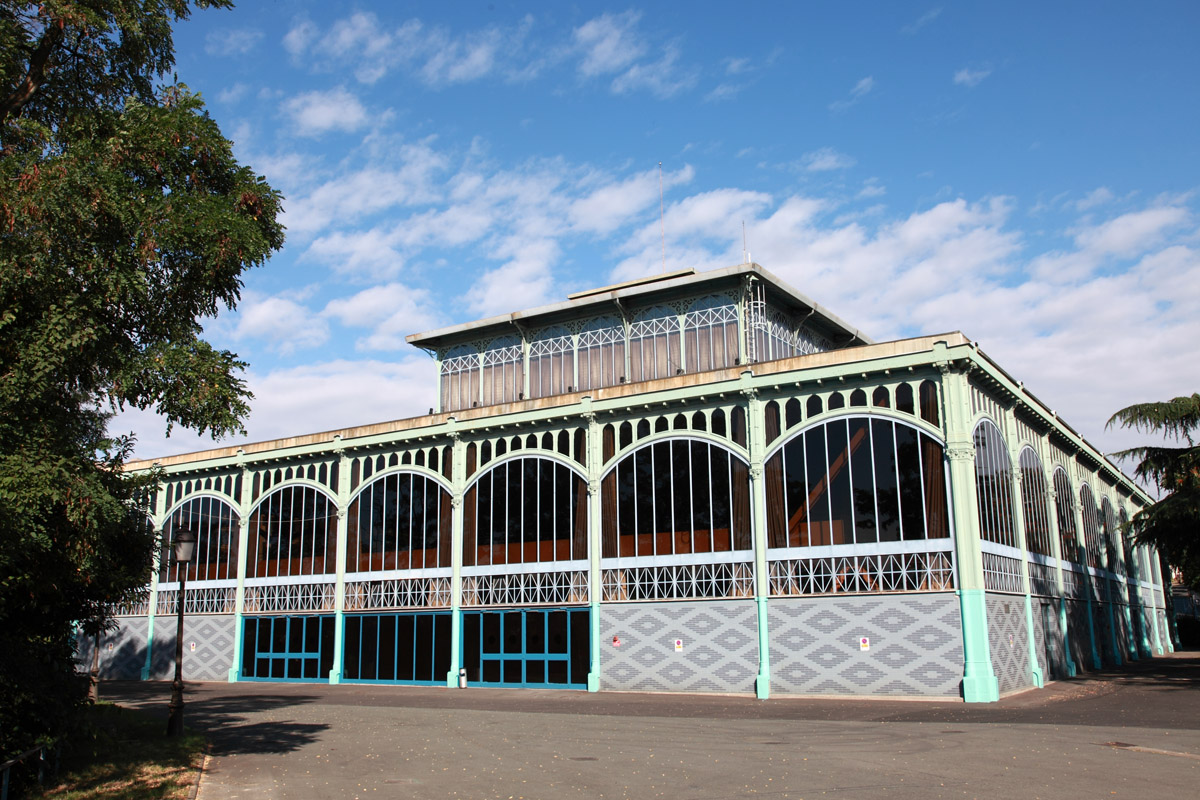
Pavilhão Baltard

Em 1976, Roland Nungesser compra o 8° Pavilhão Baltard, originalmente construído sob Napoleão III, no desmantelamento do antigo mercado de Les Halles de Paris, para reconstruir, através da reabilitação de interior em uma sala de espetáculos. 

## Cidades geminadas
Em 20 de Fevereiro de 2013, Nogent-sur-Marne é geminada com :
- Siegburg (Alemanha)[13] ;
- Yverdon-les-Bains (Suíça) ;
- Val de Nure (Itália), três comunas vizinhas :
  - Bettola ;
  - Farini ;
  - Ferriere ;
- Nazaré (Portugal) ;
- Bolesławiec (Polônia).

A cidade também assinou acordos de amizade com Jezzine (Líbano) e Metoula (Israel).
Além disso, a prefeitura assinou em 1992 um acordo de cooperação (água e saneamento) com a cidade de Keur Massene na Mauritânia.

## Cultura e patrimônio

### Personalidades ligadas à comuna
- Charles Trenet viveu os últimos anos (1990 a 2001) em Nogent-sur-Marne.[14]
- Jean Giraud, quadrinista, também conhecido como "Moebius", nascido em Nogent-sur-Marne.[15]